# Castel Beer
Ne doit pas être confondu avec Kasteel Bier.
Pour les articles homonymes, voir Castel.
Castel Beer est une bière blonde africaine produite dans plusieurs pays d’Afrique, notamment au Cameroun par les Brasseries du Cameroun, au Tchad par les brasseries du Tchad, en Algérie, en République centrafricaine par la brasserie MOCAF, au Maroc et au Burkina Faso par la société Brakina. La bière a été créée au Gabon dans les années 1950. Elle est consommée dans la plupart des pays d'Afrique francophone et titre 5,2 % d’alcool.
Elle tire son nom du groupe Castel.

## Histoire
La Castel Beer a vu le jour dans les années 1950 au Gabon, berceau de la marque. Depuis, elle s’est étendue à plusieurs pays africains grâce au développement des filiales du groupe Castel, notamment au Burkina Faso, au Cameroun, au Tchad, en République centrafricaine et au Maroc.
Au Burkina Faso, la Castel Beer est produite depuis 1994 par la société Brakina, filiale du groupe Castel. En 2018, la marque a bénéficié d’un relooking de son emballage afin de mieux refléter son identité africaine, tout en conservant son goût et sa qualité. Ce changement visait à renforcer l’ancrage local et valoriser la filière agricole nationale, notamment par l’utilisation de maïs burkinabè dans le brassage.

## Description
La Castel Beer est une bière blonde au goût léger et rafraîchissant, titrant 5,2 % d’alcool. Elle est conditionnée en bouteilles en verre consigné de 33 cl, 50 cl et 65 cl, ainsi qu’en fûts pour la pression.
La recette combine eau, malt, maïs et houblon, avec une attention particulière portée à la qualité des ingrédients et à la valorisation des matières premières locales, notamment du maïs.

## Production et distribution par pays

### Burkina Faso

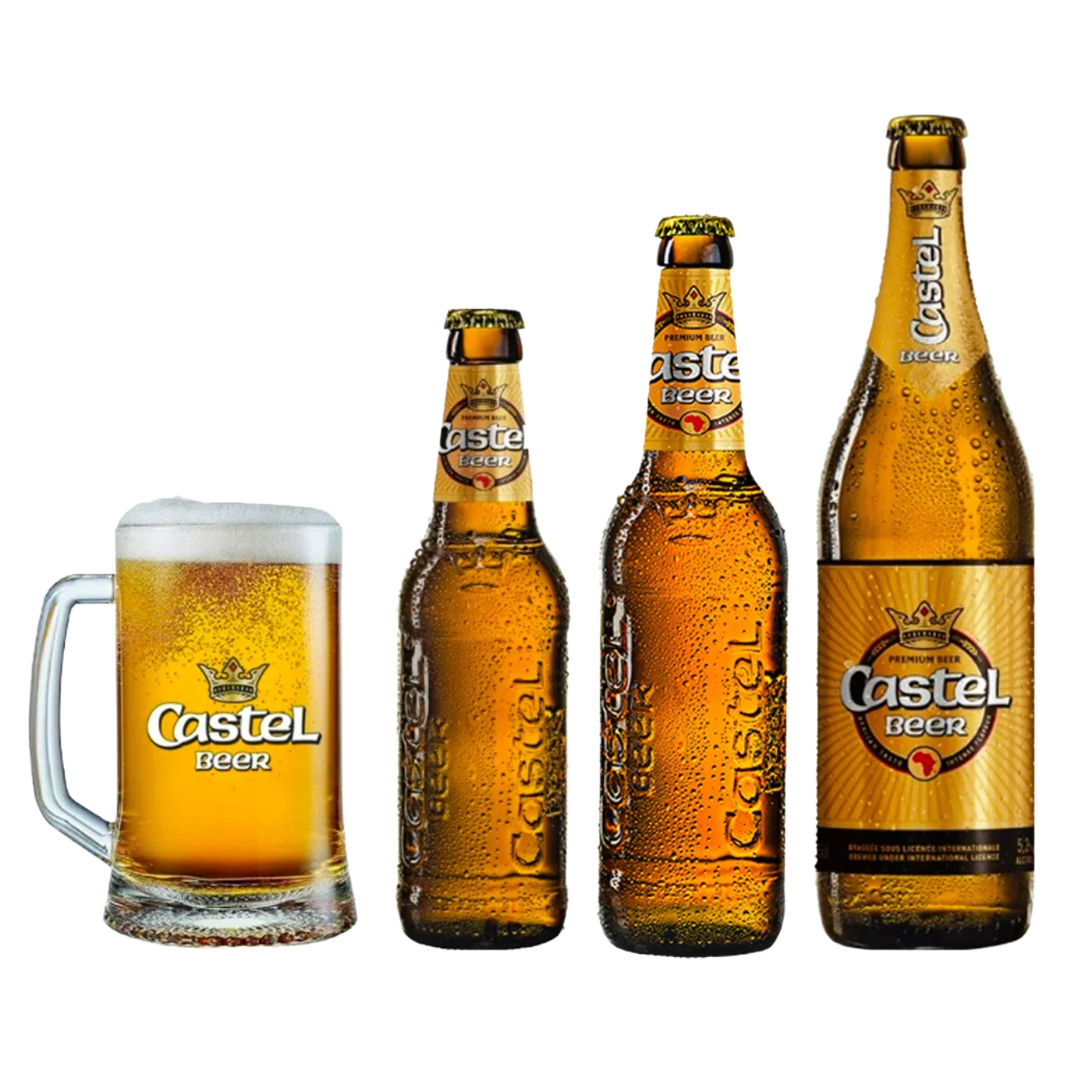
Bouteille de Castel beer produites au Burkina

Au Burkina Faso, la Castel Beer est produite par la société Brakina, qui possède deux usines à Ouagadougou et Bobo-Dioulasso. La bière est brassée avec du maïs local, ce qui soutient la filière agricole nationale. Le relooking de 2018 a permis de renforcer l’identité africaine de la marque, tout en conservant le goût apprécié des consommateurs. La Castel Beer est disponible en bouteilles consignées de 33 cl, 50 cl et 65 cl, ainsi qu’en fûts pour la pression.

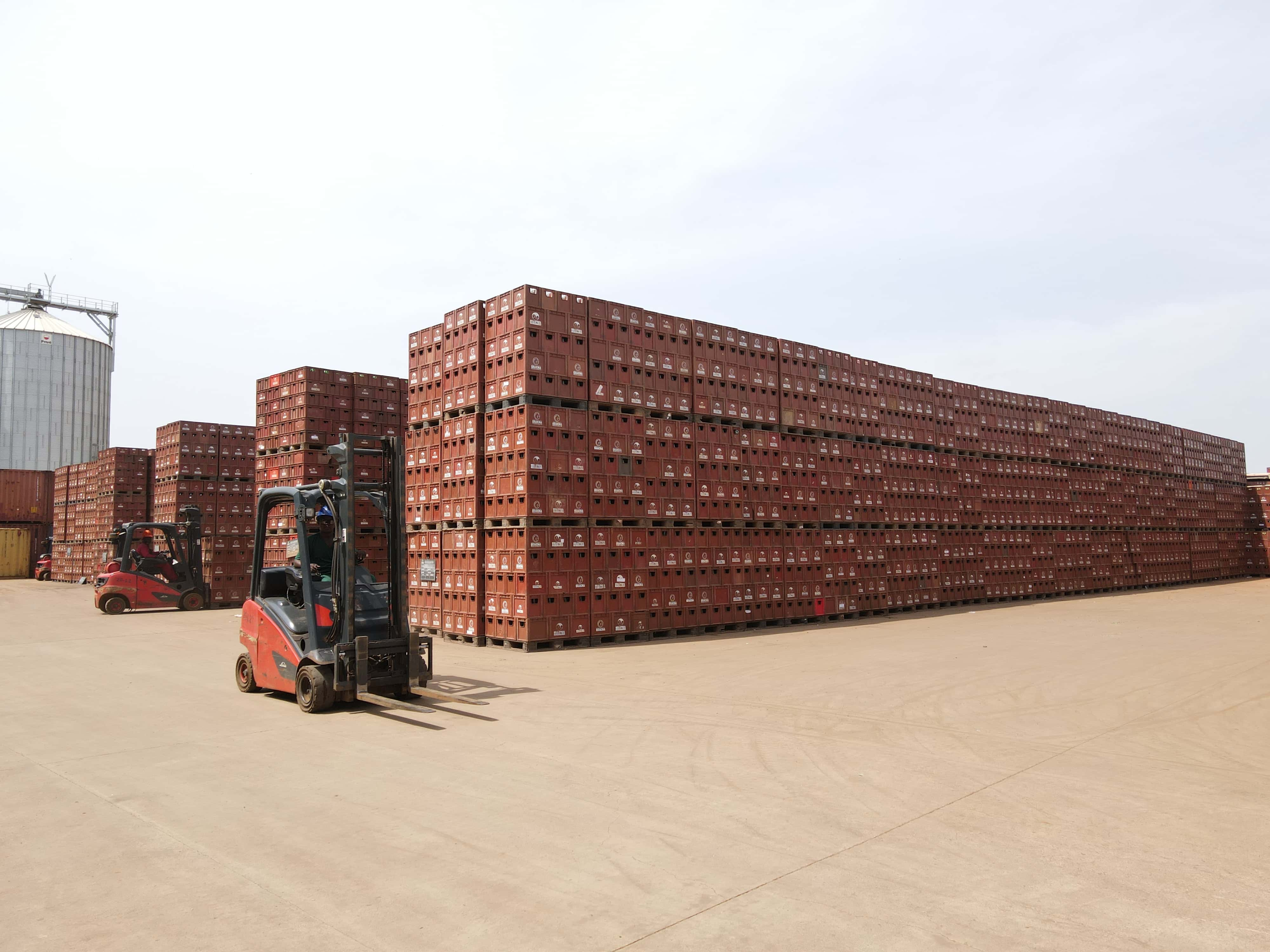
Usine de la Brakina SODIBO au Burkina
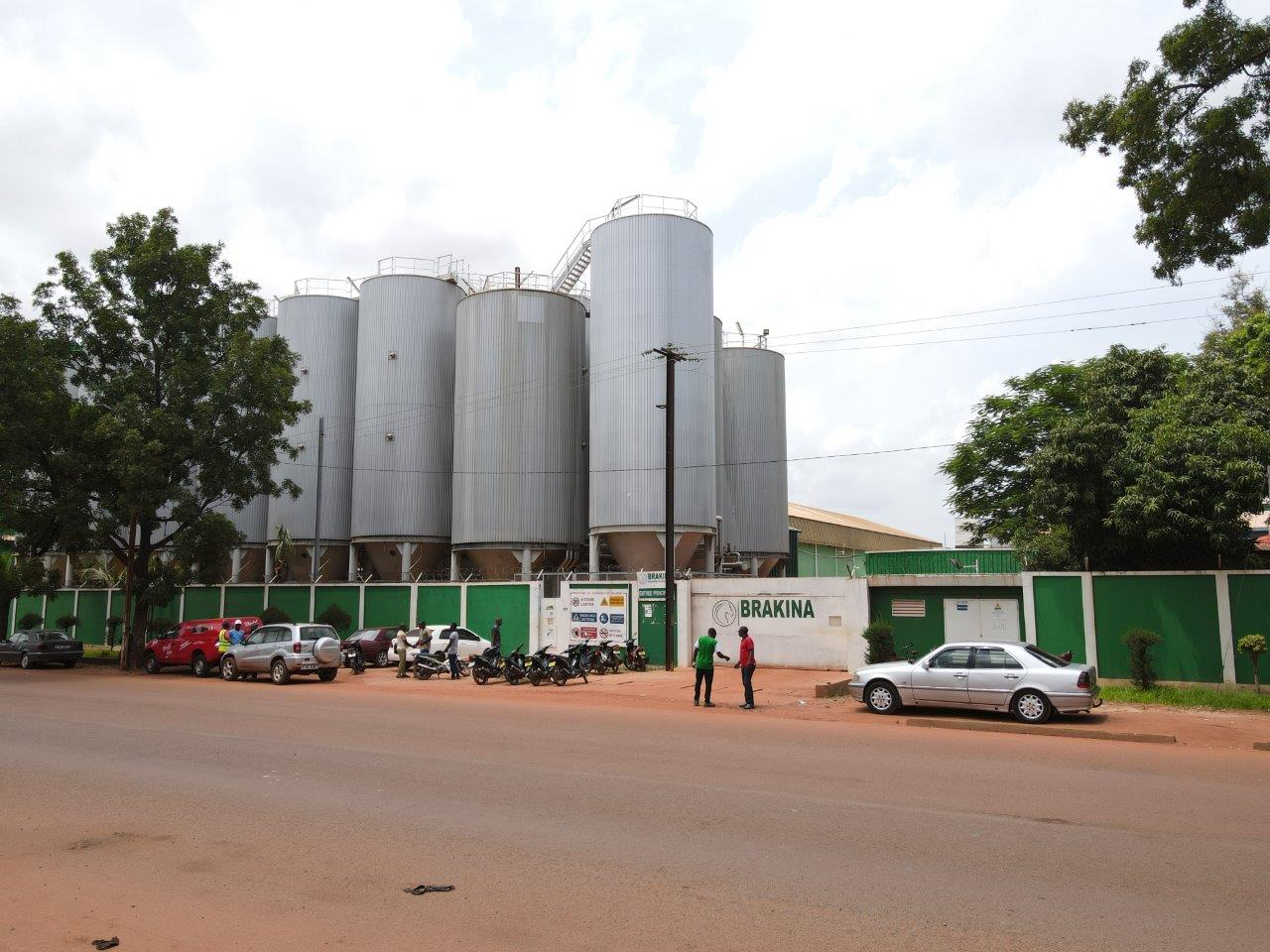
Usine de la Brakina SODIBO au Burkina

### Cameroun
Au Cameroun, la Castel Beer est produite par les Brasseries du Cameroun, filiale du groupe Castel. Elle fait partie des bières les plus consommées dans le pays, disponible en bouteilles de différentes tailles et en pression.

### Tchad
La production de Castel Beer au Tchad est assurée par les Brasseries du Tchad. La marque y est également populaire et distribuée dans les principaux points de vente.

### République centrafricaine
En République centrafricaine, la brasserie MOCAF produit et commercialise la Castel Beer, qui y est largement consommée.

### Maroc
Le groupe Castel produit également la Castel Beer au Maroc, où elle est distribuée dans les circuits traditionnels et modernes.

## Commercialisation et marketing
La Castel Beer est commercialisée sous le slogan « Le goût de la réussite ». La marque met en avant son enracinement africain, sa qualité et son rôle dans le développement économique local, notamment par le soutien à la filière agricole locale. Elle est présente dans les circuits de distribution traditionnels et modernes, et participe à de nombreux événements culturels et sportifs en Afrique.